# Böjvåg
Böjvågen är en mekanisk vågtyp som finns i tunna fasta strukturer som platta och balkar i form av böjning. Böjvågor är speciellt viktiga i akustiken då de är bra på att stråla ut ljud till omgivningen.
Böjvågens vågutbredningen kan matematiskt beskrivas med hjälp av en differentialekvation kallad böjvågsekvationen, som kan ses som en variant av vågekvationen. I det homogena fallet gäller:
{\displaystyle B{\bigg (}{\frac {\partial ^{2}}{\partial x^{2}}}+{\frac {\partial ^{2}}{\partial y^{2}}}{\bigg )}^{2}w+m'{\frac {\partial ^{2}w}{\partial t^{2}}}=0,}
där {\displaystyle w} är utböjningen, {\displaystyle B} är böjstyvhet och {\displaystyle m'} är massa per ytenhet. Notera att ekvationen ordning är 4 på de rumsliga derivatorna medan den är 2 för tidsderivatan. Detta medför att böjvågens våghastighet inte är konstant utan frekvensberoende.